# CELF3
CELF3 (англ. CUGBP Elav-like family member 3) – білок, який кодується однойменним геном, розташованим у людей на 1-й хромосомі. Довжина поліпептидного ланцюга білка становить 465 амінокислот, а молекулярна маса — 50 548.
| 10         |  | 20         |  | 30         |  | 40         |  | 50         |
| ---------- |  | ---------- |  | ---------- |  | ---------- |  | ---------- |
| MKEPDAIKLF |  | VGQIPRHLEE |  | KDLKPIFEQF |  | GRIFELTVIK |  | DKYTGLHKGC |
| AFLTYCARDS |  | ALKAQSALHE |  | QKTLPGMNRP |  | IQVKPADSES |  | RGEDRKLFVG |
| MLGKQQTDED |  | VRKMFEPFGT |  | IDECTVLRGP |  | DGTSKGCAFV |  | KFQTHAEAQA |
| AINTLHSSRT |  | LPGASSSLVV |  | KFADTEKERG |  | LRRMQQVATQ |  | LGMFSPIALQ |
| FGAYSAYTQA |  | LMQQQAALVA |  | AHSAYLSPMA |  | TMAAVQMQHM |  | AAINANGLIA |
| TPITPSSGTS |  | TPPAIAATPV |  | SAIPAALGVN |  | GYSPVPTQPT |  | GQPAPDALYP |
| NGVHPYPAQS |  | PAAPVDPLQQ |  | AYAGMQHYTA |  | AYPAAYSLVA |  | PAFPQPPALV |
| AQQPPPPPQQ |  | QQQQQQQQQQ |  | QQQREGPDGC |  | NIFIYHLPQE |  | FTDSEILQMF |
| VPFGHVISAK |  | VFVDRATNQS |  | KCFGFVSFDN |  | PASAQAAIQA |  | MNGFQIGMKR |
| LKVQLKRPKD |  | ANRPY      |  |            |  |            |  |            |

A: Аланін

C: Цистеїн

D: Аспарагінова кислота

E: Глутамінова кислота

F: Фенілаланін

G: Гліцин

H: Гістидин

I: Ізолейцин

K: Лізин

L: Лейцин

M: Метіонін

N: Аспарагін

P: Пролін

Q: Глутамін

R: Аргінін

S: Серин

T: Треонін

V: Валін

Кодований геном білок за функцією належить до активаторів. 
Задіяний у таких біологічних процесах, як процесинг мРНК, сплайсинг мРНК, альтернативний сплайсинг. 
Білок має сайт для зв'язування з РНК. 
Локалізований у цитоплазмі, ядрі.